# 交通タイムス社
株式会社交通タイムス社（こうつうタイムスしゃ）は、日本の出版社である。主に自動車雑誌を発行している。

## 概説
1954年に設立。当初はオートバイ業界向けの業界紙「交通タイムス」を経営の主軸にしていたが、1968年に自動車の総合誌「CARトップ」を創刊してからは主に自動車関連の月刊誌を多く出版している。
現在では自動車関連の他、ファッションや腕時計に関する雑誌も刊行している。
また、パソコンやモバイルユーザーに向けた情報発信サイト「WEB CARTOP」や「AUTO MESSE WEB」を始め、写真やテキストのほか、新たに動画を含めたオリジナルコンテンツも配信している。
なお、2015年7月1日に、これまで提携関係にあった株式会社イリオス（旧・株式会社自交社）と合併。
大阪オートメッセ事務局があり、オートメッセを主催している。

## 主な出版誌

### 自社編集
- CARトップ（自動車総合誌）
- ニューカー速報プラス
- 最新 国産車選びの本
- 新車購入NAVI
- SUBARU MAGAZINE（SUBARU総合専門誌）
- XaCAR 86&BRZ magazine
- GR Magaizne
- VIP STYLE
- WAGONIST（ステーションワゴン・ミニバンのドレスアップ専門誌）
- Only Mercedes（メルセデス・ベンツ専門誌）
- HIACE STYLE（トヨタ・ハイエース専門誌）
- af imp.（輸入車のドレスアップ専門誌）
- トラック魂（-スピリッツ）
- GT-R Magazine（日産・スカイラインGT-R及び日産・GT-R専門誌）
- AUTO STYLE シリーズ
- アクティブライフ シリーズ
- ストリートヒーロー シリーズ
- POWER WATCH （高級腕時計専門誌）
- TIME Gear
- 愛犬と行く旅

### 休刊誌
- ヤングバージョン
- ミニバンFREX
- カーロード
- K-STYLE（軽自動車のドレスアップ専門誌）
- ブランドMEN’S
- BLOW
- ONE&ONLY
- active vehicle
- nuComfie
- 関西girl's style exp.
- SEVEN HOMME
- SALTY!
- auto fashion
- L-STYLE
- LUSSW
- XaCAR
- SOUND UP
- カジカジ（カジュアルファッション専門誌）
- カジカジH（ヘアスタイリング専門誌）

## Webコンテンツ事業
- WEB CARTOP
- AUTO MESSE WEB
- CARMODE

## Twitter
- 交通タイムス社 販売部
- WAGONIST 公式
- GT-R Magazine 公式
- SUBARU Magazine 公式
- K-STYLE 公式
- af imp 公式
- VIP STYLE 公式
- WEB CARTOP
- AUTO MESSE WEB